# Pisică marsupială
Pisica marsupială numită și  dihorul marsupial, este un reprezentant al genului Dasyurus care trăiește în Tasmania. Preferă zonele împădurite, cu ierburi înalte și tufișuri.

## Descriere
Are o lungime de 28-45 cm și o greutate de 0.5-2 kg. Se distinge prin blana maro sau neagră cu pete albe. Botul este ascuțit iar urechile mari și drepte. Culoarea animalului variază de la galben-maro la negru. Întregul corp este presărat cu pete luminoase, de diferite forme, în timp ce la partea din spate și părțile laterale ale spoturilor sunt mult mai mari decât capul.

## Hrănire
Vânează noaptea în copaci, precum și la sol. Se hrănește cu mamifere mici, păsări, insecte și alte nevertebrate, de asemenea cu fructe, iarbă și leșuri.

## Reproducere
Sezonul de reproducție începe la începutul iernii. Ciclul estral durează 34 de zile, deși cei mai mulți indivizi se împerechează în primul ciclu al anului. Femela dă naștere până la douăzeci de pui după o perioadă de gestație de 19 până la 24 de zile. Dintre acestea, primii care se vor atașa la sfârcuri disponibili, vor fi singurii supraviețuitori. Tinerii rămân atașați la sfârc timp de 60 până la 65 de zile, încep să dezvolte blană la aproximativ 51 de zile, își deschid ochii la aproximativ 79 de zile și sunt înțărcați în totalitate la 150 până la 165 de zile. Ei ajung la maturitatea sexuală în primul an și pot trăi până la șapte ani în captivitate.

## Areal
Pe vremuri trăia în Australia, acum găsindu-se doar în Tasmania